# Поток (округ Рімавська Собота)
Поток (словац. Potok, угор. Dobrapatak) — село, громада в окрузі Рімавська Собота, Банськобистрицький край, Словаччина. Кадастрова площа громади — 8,91 км². Населення — 30 осіб (за оцінкою на 31 грудня 2017 р.).
Перша згадка 1323 року.

## Населення
| Рік:            | 1994. | 2004.    | 2014.    | 2024.    |
| --------------- | ----- | -------- | -------- | -------- |
| Кількість осіб: | 58    | 36       | 41       | 21       |
| Різниця:        |       | -37,93 % | +13,88 % | -48,78 % |

| Рік:            | 2023. | 2024.    |
| --------------- | ----- | -------- |
| Кількість осіб: | 19    | 21       |
| Різниця:        |       | +10,52 % |